# نيكولاس فيرارو
نيكولاس فيرارو هو سياسي أمريكي، ولد في 30 مايو 1928 في كوينز في الولايات المتحدة، وتوفي في 21 ديسمبر 1984. نشط حزبياً في الحزب الديمقراطي. وقد انتخب عضو مجلس ولاية نيويورك ‏.